# Marie-Françoise Suzan
Marie-Françoise Suzan est une femme politique et ancienne ministre haïtienne. Elle a été nommée ministre à la Condition féminine et aux Droits des femmes le 13 juin 2024parmi d'autres figures issues de la société civile par le nouveau Premier ministre Gary Conille. Sa remplaçante, Pédrica Saint-Jean, a pris ses fonctions le 16 novembre 2024. 

## Polémique
La nomination de Marie-Françoise Suzan fait polémique. Certaines militantes du droit des femmes dénoncent son inexpérience dans le domaine. Novia Augustin, responsable de la Fédération des organisations de femmes pour l’égalité des droits humains (FEDOFEDH) et également candidate au poste de ministre à la Condition féminine, soulève des suspicions de favoritisme et et copinage. 
Novia Augustin a depuis lors présentée ces excuses à Madame Suzan voyant que l’histoire de Suzan la précède, ayant travaillé au Parlement Haitien et à la Primature depuis son plus jeune âge. 